# Puca Pucara
Puca Pucara (do quíchua "puka" (vermelho), "pukara" (fortaleza), "fortaleza vermelha",  também escrito Pucapucara, Puka Pukara, Puca Pucará) é um sítio arqueológico constituído por ruínas militares, situado na região de Cusco, no Peru. Esta fortaleza é construída por grandes paredes, terraços e escadas e fazia parte da defesa de Cusco servindo também para estacionar a comitiva do Inca quando este se dirigia a Tambomachay.  O nome provavelmente vem da cor vermelha das rochas do terreno abundantes em ferro. 

## Localização
Puca Pucara está localizada no centro-sul do Peru, a cerca de 7 km da cidade de Cusco, na estrada para Písac próximo a antiga fronteira com o Antisuyo, a região da selva do antigo império incaico. O forte está localizado em um terreno alto, a  3580 m.s.n.m, com vista para o vale de Cusco e para o Tambomachay.

## História
Embora se saiba menos sobre Puca Pucara do que muitas outras ruínas incas, existe uma teoria de que esse local provavelmente foi construído durante o reinado de Pachacuti (1438 - 1471). Como ele foi o nono governante do império, pode-se dizer que Puca Pucara foi uma das construções posteriores. As pedras usadas para construir a maioria das paredes são de forma muito irregular, empilhadas juntas para criar paredes funcionais, mas sem muita beleza no que diz respeito à arquitetura (isso contrasta com o muitos outros sítios arqueológicos da região). Por causa disso, é possível que os prédios e as paredes tenham sido construídos as pressa, devido a necessidade urgente de um quartel-general militar na região. Quando foi construída, as pedras de diferentes tamanhos e formas, que agora tem um tom acinzentado, teriam uma cor mais vermelha (daí o nome de fortaleza vermelha), devido ao grande teor de ferro no calcário usado para a construção das paredes. 
Há uma pequena discussão sobre qual era a verdadeira função de Puca Pucara quando o império inca ainda estava prosperando. Como dito acima, era pelo menos parcialmente uma base militar e, como estava em uma estrada tão importante e com vista para tantos pontos importantes, era um lugar muito bom para identificar problemas. As autoridades poderiam usá-lo como um posto de controle na estrada. Também poderia ter servido de ponto de parada para grupos militares que viajavam por perto. Outra teoria é que era um local de descanso (tambo) para caçadores e viajantes cansados, além de nobres, devido a todos os seus luxuosos banhos, canais, praças, fontes e salas separadas. 

## Galeria

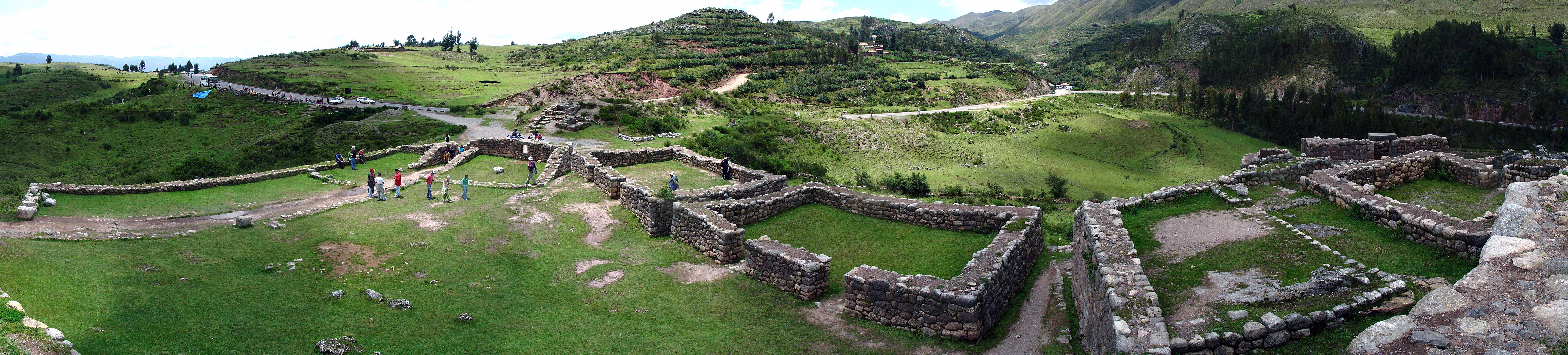
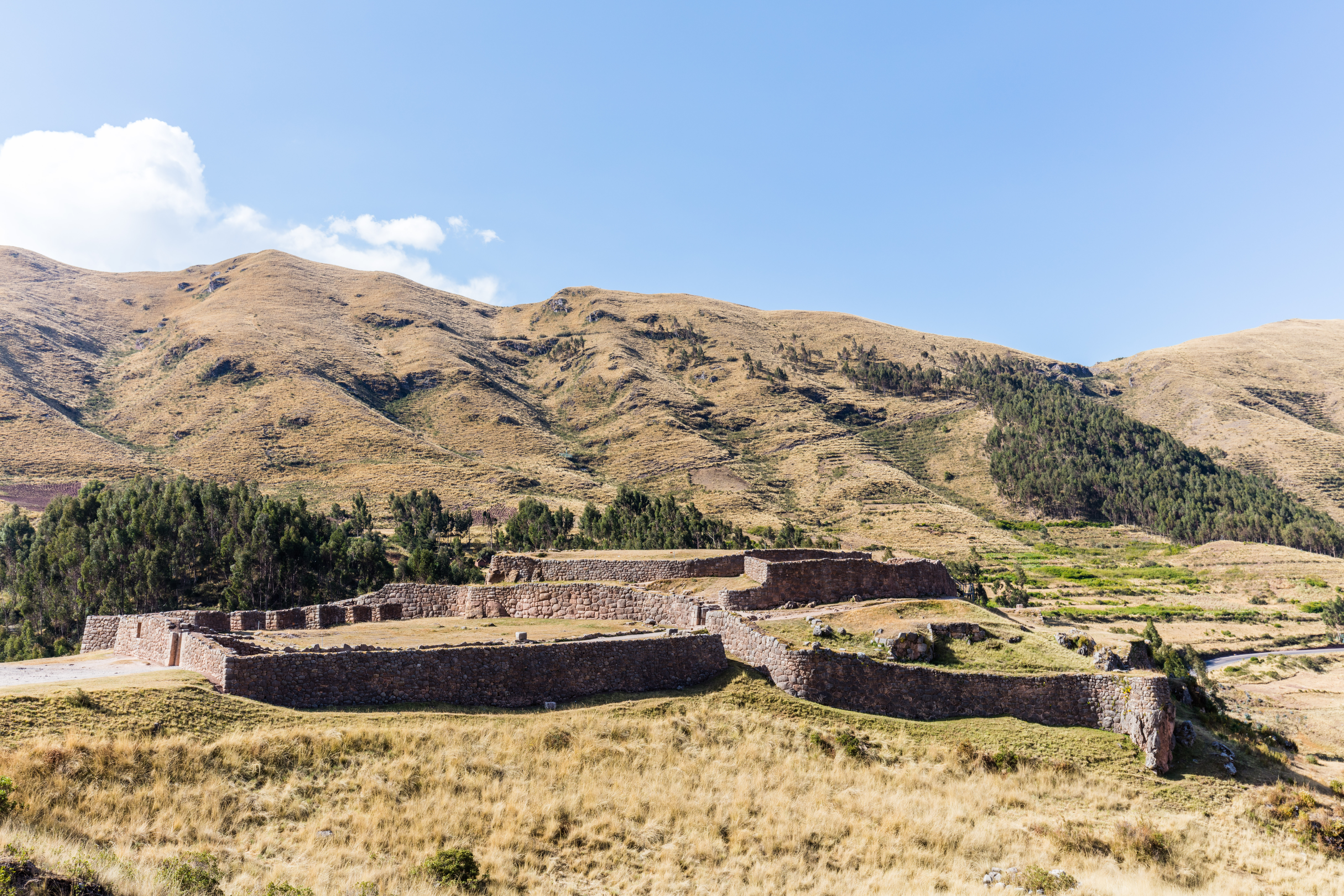
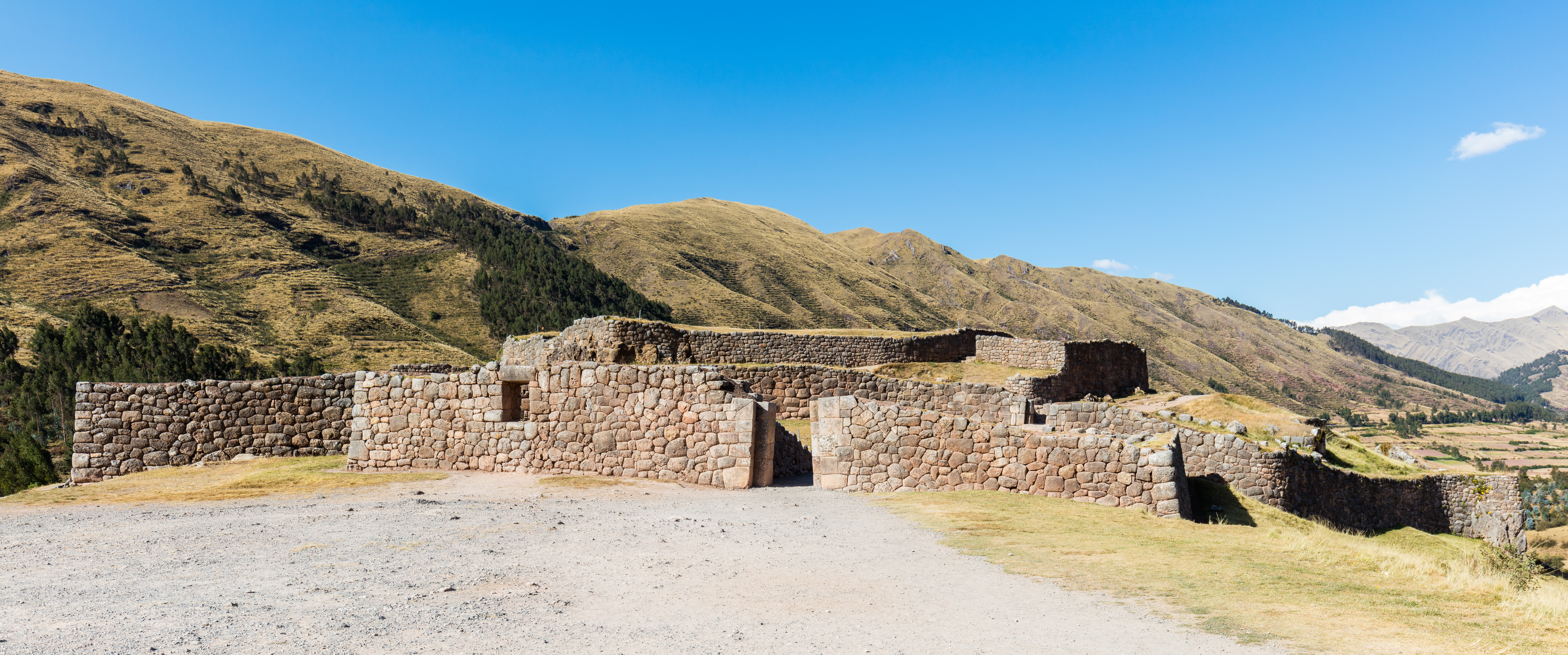
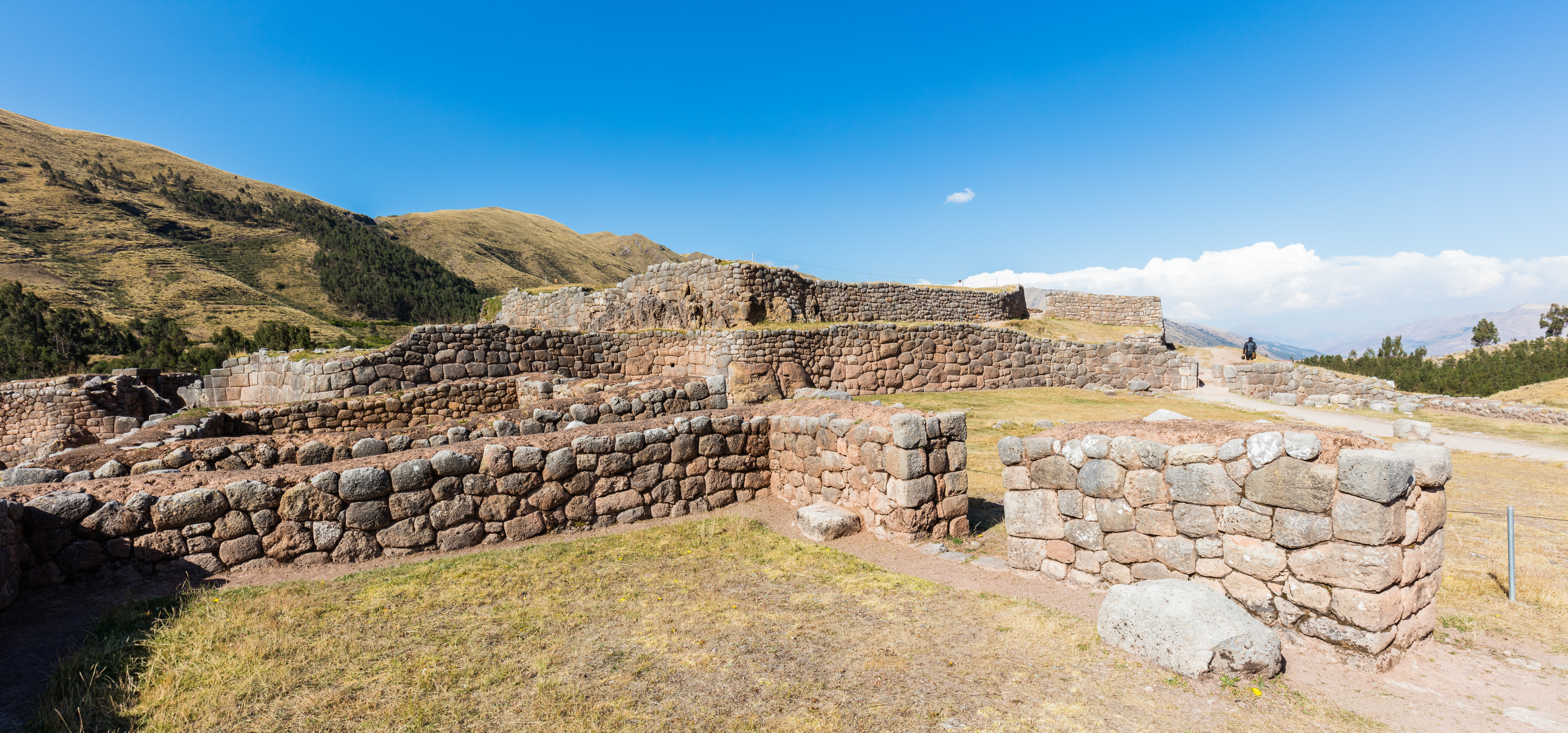
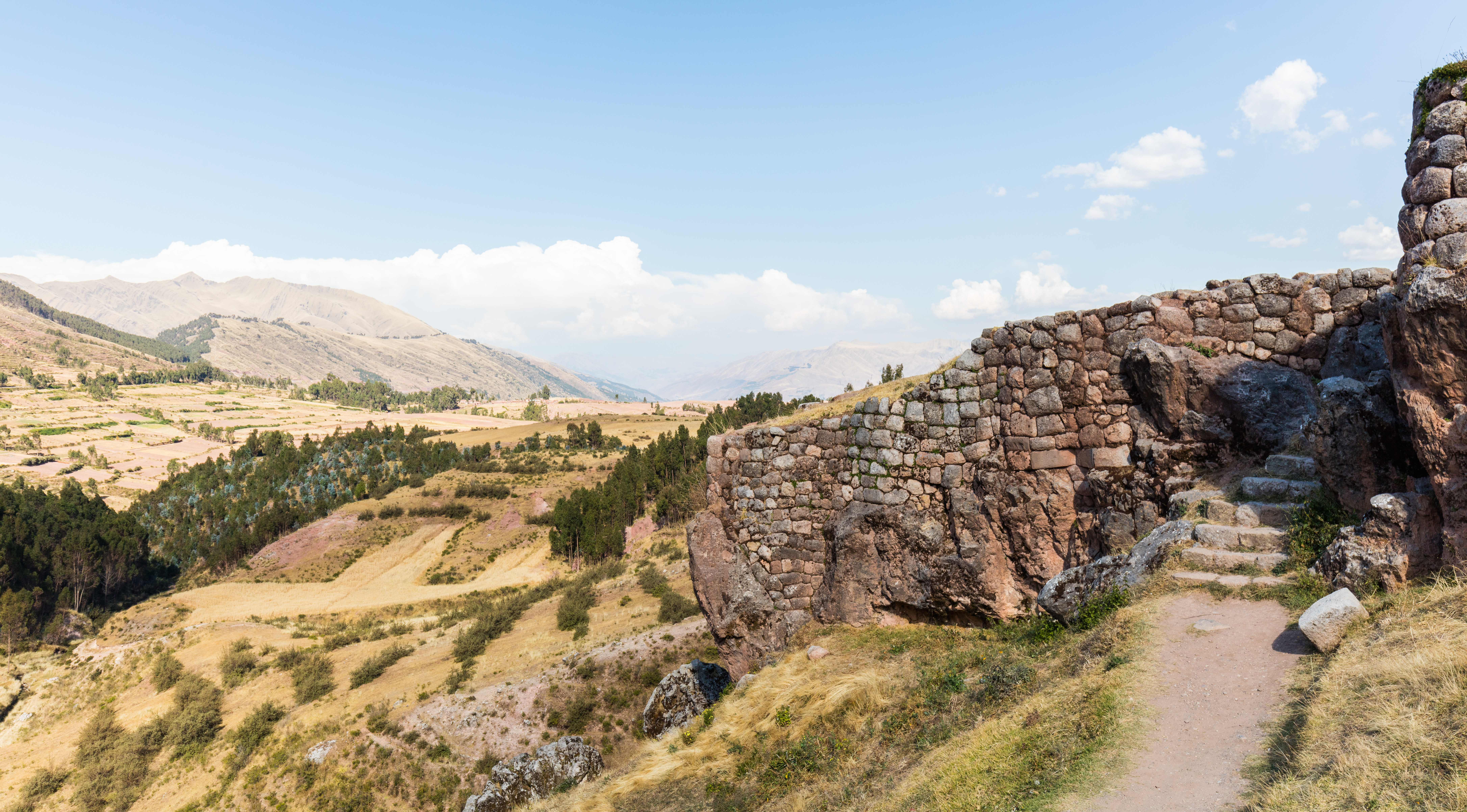
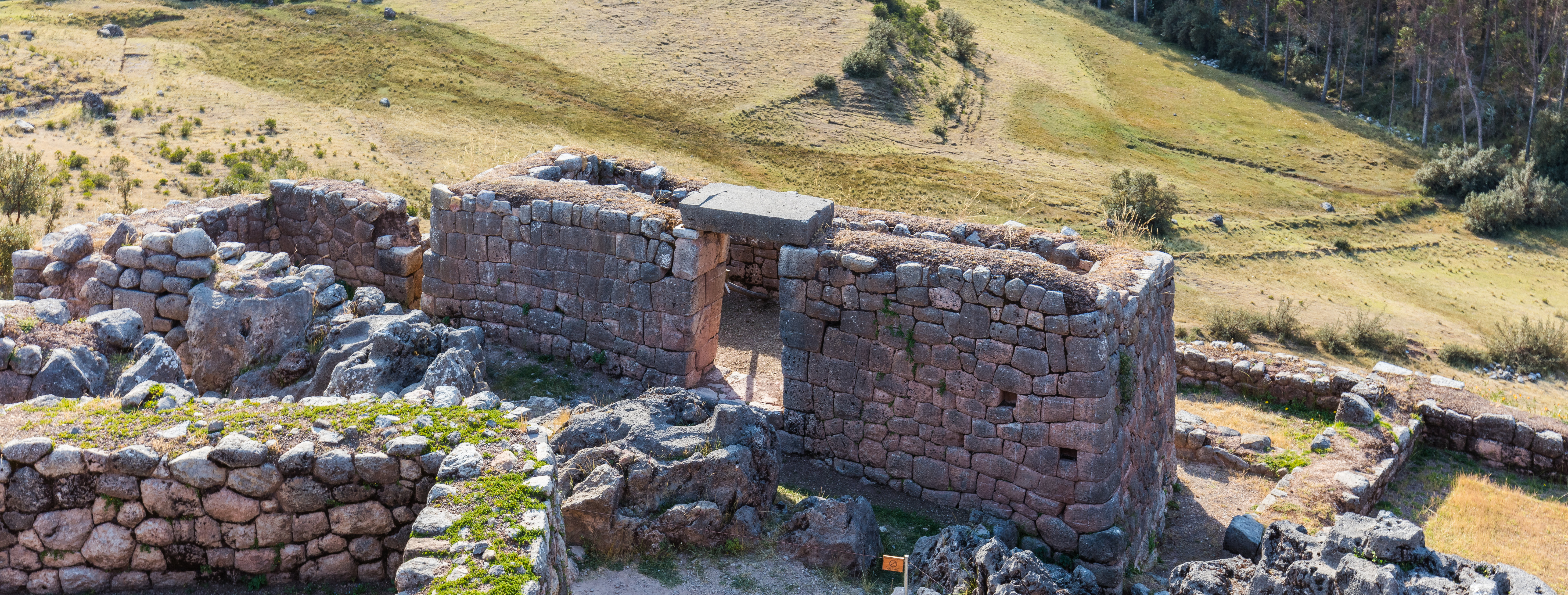
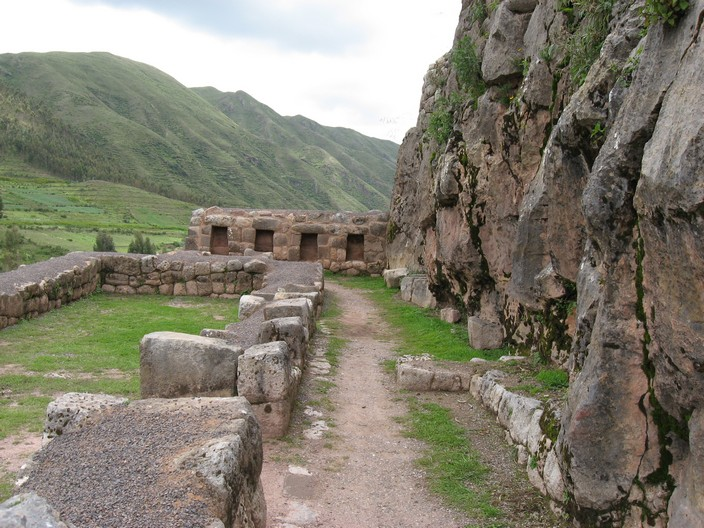